# Hiroki Abe
Hiroki Abe (japonsky 安部 裕葵, * 28. ledna 1999) je japonský fotbalista.

## Klubová kariéra
S kariérou začal v japonském klubu Kashima Antlers. V sezóně 2018 byl zvolen jako nováček roku. V roce 2019 přestoupil do španělského klubu FC Barcelona „B“.

## Reprezentační kariéra
S japonskou reprezentací se zúčastnil Copa América 2019. Jeho debut za A-mužstvo Japonska proběhl v zápase proti Chile 17. června. Abe odehrál za japonský národní tým celkem 3 reprezentační utkání.

## Statistiky
| Japonsko | Japonsko | Japonsko |
| Roky     | Záp.     | Góly     |
| -------- | -------- | -------- |
| 2019     | 3        | 0        |
| Celkem   | 3        | 0        |

## Úspěchy

### Klubové
Kashima Antlers
- Liga mistrů AFC: Vítěz; 2018